# 内藤政広
内藤 政広（ないとう まさひろ）は、江戸時代中期の大名。陸奥国湯長谷藩7代藩主。

## 略歴
明和7年（1770年）、6代藩主・内藤貞幹の次男として誕生。長兄・政為が病弱を理由に廃嫡されたため世子となる。安永7年（1778年）、父の死去で跡を継いだ。天明2年（1782年）より天明の大飢饉が発生し領内で多数の死者を出した。
天明7年（1787年）9月13日、18歳で死去した。実子はなく、弟・政偏が養子となって跡を継いだ。

## 系譜
父母
- 内藤貞幹（父）
- 土方雄端の娘（母）

養子
- 内藤政偏 ー 実弟